# Dornier Zieldarstellungssysteme
Dornier Aerial Target Systems (DATS) war eine Abteilung der ehemaligen Dornier-Werke.

## Geschichte
In einer am Bodensee gelegenen ehemaligen Villa des Firmengründers Claude Dornier befand sich das Domizil der Abteilung Sonderkonstruktionen.
Dort beschäftigten sich Ingenieure der Dornier-Werke neben Entwicklung, Herstellung und Erprobung von Flugzeugen mit der Entwicklung von kleinen fliegenden Systemen, die zur Zieldarstellung für Flugabwehrsysteme (Waffensysteme zur Fliegerabwehr) genutzt werden konnten.
Dabei wurden zwei prinzipiell verschiedene Wege beschritten:
Bemannte Zieldarstellung
Unter bemannter Zieldarstellung versteht die Fliegerabwehr die Simulation von fliegenden Zielen durch Gegenstände, die von Luftfahrzeugen geschleppt werden (oft auch Schleppziele oder Schleppkörper genannt).
Dabei werden aerodynamisch stabil fliegende Körper an langen Seilen hinter bemannten Luftfahrzeugen her gezogen (geschleppt). Wenn das bemannte Luftfahrzeug an der jeweiligen Waffenstellung vorbeigeflogen ist, zielt die Fliegerabwehr (Soldat oder Waffensystem) zum Zwecke des Zieltrainings und/oder des scharfen Schusses auf den geschleppten Körper.
Unbemannte Zieldarstellung
Als unbemannte Zieldarstellung wird dementsprechend die Verwendung aller Zielkörper eingestuft, die sich autark oder ferngesteuert oder ballistisch fortbewegen, also z. B. unbemannte Flugzeuge/Hubschrauber (Zieldarstellungsdrohnen, UATS = Unmanned Aerial Target Systems) bzw. Raketengeschosse (TBM = Tactical Ballistic Missile). Dabei werden die UATS bzw. TBM durch Startvorrichtungen in die Luft katapultiert und fliegen dann auf vorher bestimmten Flugwegprofilen in den Luftraum des Zielgebietes ein. Die Fliegerabwehr versucht dann, die Zielkörper zu erfassen (visuell, infrarot, radar), zu verfolgen und zu beschießen.
Einen Sonderfall stellen dabei Kombinationen von Schleppzielen mit unbemannten Fluggeräten dar. Das ist zum Beispiel der Fall, wenn eine Zieldarstellungsdrohne einen einfacheren Schleppkörper als das eigentlich zu bekämpfende Ziel hinter sich her zieht.
Der Einstieg der Dornier-Ingenieure in die konkrete Entwicklung von Zieldarstellungssystemen begann um 1965 als Unterauftragnehmer auf der NATO Missile Firing Installation (NAMFI). In Kooperation mit lokalen Firmen wickelten Dornier-Mitarbeiter den Betrieb von Drohnen sowie bemannten Flugzeugen mit Schleppkörpern zur Flugzieldarstellung ab.
Nach und nach entstanden die eigenen Schleppkörper (SK-Serie bzw. DATS-Serie), die wie der DS-SK3 z. B. von der Target Drohne Beech 1025 an einem Seil gezogen wurden.
Militärische Flugzeuge der Deutschen Luftwaffe (Starfighter) und der Griechischen Luftwaffe (T33) zogen die Schleppkörper auf NAMFI oder in Todendorf an Stellungen von 20-mm-Flugabwehrkanonen vorbei.
Mit fortschreitender Entwicklung entstand als SK10 der Standard-Schleppkörper für das Training der Luft/Luft-Bekämpfung mit Rohrwaffen.

## Produkte

### Produkte der bemannten Zieldarstellung
- DATS1 bis DATS5
- SK1 bis SK10
- Schleppsäcke
- SK6 mit BSH
- SETA-Familie

### Produkte der unbemannten Zieldarstellung
- Do-DT 25
- Do-DT 35
- Do-DT 45
- Do-DT 55